# Открытые сердца
«Открытые сердца» (дат. Elsker dig for evigt) — мелодрама датского режиссёра Сюзанны Бир. Фильм снят с использованием принципов «Догмы 95». Премьера картины состоялась 23 августа 2002 года в рамках Норвежского кинофестиваля. Фильму присвоен рейтинг R.

## Сюжет
Копенгаген. 23-летняя повариха Сесиль и студент-геолог Йоахим планируют пожениться. Перед этим юноша хочет совершить ещё один горный поход в Патагонии, уверяя невесту, что там не опаснее, чем у неё на кухне. Вместе они едут в город. Йоахим выходит из автомобиля, и его сбивает машина, за рулём которой Мари. Она превысила скорость из-за того, что по дороге поссорилась с дочерью Стине, которая попросила её ехать быстрее.
Сесиль ждёт результатов операции в больнице, куда привезли Йоахима. Там же работает и Нильс, муж Мари. По просьбе Мари он знакомится с невестой пострадавшего, пытаясь утешить её, и даёт свой номер телефона на случай, если ей потребуется какая-нибудь помощь.
Йоахим остаётся жив, но у него повреждён позвоночник и он полностью парализован ниже области шеи. Он чувствует себя униженным состраданием со стороны Сесили и больше не хочет видеть её. Однако девушка не сдаётся и продолжает навещать его, пока он не прогоняет её окончательно.
Параллельно между Сесиль и Нильсом, которому она не раз звонила в поисках утешения, развиваются любовные отношения. Дочь Нильса Стине находит доказательства измены: листок с заказом мебели в квартиру Сесиль. Стине приходит к Сесиль и рассказывает ей, что косвенно является виновницей аварии. Она также просит прекратить Сесиль встречаться с Нильсом и разрушать их семью, где кроме Стине есть ещё два маленьких сына. Мари также узнаёт об измене мужа, но несмотря на её попытки к примирению, он уходит к любовнице.
Тем временем Йоахим изменяет свои взгляды на окружающих, и хочет увидеть свою подругу. Сесиль едет к нему и проводит у постели пострадавшего несколько дней. Нильс в это время переселяется к коллеге по работе. Наконец, Йоахим отпускает Сесиль, прося лишь навещать его время от времени. Сесиль сообщает о расставании с бывшим женихом Нильсу, но дальнейшие перспективы их отношений остаются неопределёнными.

## В ролях
| Актёр                 | Роль   |
| --------------------- | ------ |
| Соня Рихтер           | Сесиль |
| Мадс Миккельсен       | Нильс  |
| Николай Ли Кос        | Йоахим |
| Паприка Стин          | Мари   |
| Стине Бьеррегард      | Стине  |
| Бирте Нойман          | Ханне  |
| Нильс Ольсен          | Финн   |
| Ульф Пилгаард         | Томсен |
| Андерс Ниборг         | Роберт |
| Ида Двингер           | Санне  |
| Сусанна Юхас          | кассир |
| Ханс Хенрик Клеменсен | шеф    |

## Награды и номинации
- 2002 — Премия ФИПРЕССИ́ на кинофестивале в Торонто — Сюзанна Бир[2]
- 2002 — Номинация на «Золотую раковину» кинофестиваля в Сан-Себастьяне — Сюзанна Бир[3]
- 2002 — Приз «Baltic Film Prize» международного фестиваля фильмов из стран Северной Европы (Любек) — Сюзанна Бир[4]
- 2002 — Номинация на премию Северного совета — Сюзанна Бир[5]
- 2003 — Премия «Бодиль»[6]:
  - лучший датский фильм — Сюзанна Бир[7]
  - лучшая мужская роль второго плана — Николай Ли Кос[8]
  - лучшая женская роль второго плана — Паприка Стеэн[9]
  - номинация на лучшую главную мужскую роль — Мадс Миккельсен
  - номинация на лучшую главную женскую роль — Соня Рихтер
  - номинация на лучшую женскую роль второго плана — Бирте Нойманн
- 2003 — Премия «Роберт»[10]:
  - премия «Audience Award» — Сюзанна Бир
  - лучший датский фильм — Вибеке Винделов
  - лучший актёр второго плана — Николай Ли Кос
  - лучшая актриса второго плана — Паприка Стеэн
  - лучший монтаж — Пернилла Беч Кристенсен и Томас Крэг
  - номинация на лучшего актёра — Мадс Миккельсен
  - номинация на лучшую актрису — Соня Рихтер
  - номинация на лучшую актрису второго плана — Бирте Нойманн
  - номинация на лучшего режиссёра — Сюзанна Бир
  - номинация на лучшую песню — Анггун
- 2003 — Фестиваль фильмов из стран Северной Европы в Руане[11][12]:
  - лучший актёр — Мадс Миккельсен
  - приз прессы — Сюзанна Бир
- 2004 — Премия общества независимого кино «Chlotrudis» (Массачусетс)[13]:
  - номинация на лучшую женскую роль второго плана — Паприка Стеэн
  - номинация на лучший состав актёров

## Саундтрек
Саундтрек к фильму выпущен в 2002 году под лейблами «Columbia Records», «Zentropa Music» и «True Soundtracks» в Дании, Европе, Канаде, Индонезии и Малайзии, а также «Epic» и «Sony Music» в США.

### Список композиций
| Номер | Название трека     | Длительность |
| ----- | ------------------ | ------------ |
| 1     | Counting Down      | 3:45         |
| 2     | Open Your Heart    | 3:27         |
| 3     | Little Things      | 4:29         |
| 4     | Blue Satellite     | 3:44         |
| 5     | The End Of A Story | 4:42         |
| 6     | I’m Your Mirror    | 3:42         |
| 7     | Pray               | 4:16         |
| 8     | I Wanna Hurt You   | 3:35         |
| 9     | Naked Sleep        | 4:20         |